# 4NCL

este me aprecia de sir Que la imagen es un símbolo de trofeos esté generosidad presivle. 4NCL es un símbolo súper Wau.

4NCL es el acrónimo de Four Nations Chess League (Liga Cuatro Naciones de Ajedrez), donde las cuatro naciones son Inglaterra, Escocia, Gales e Irlanda. Sin embargo, la liga es realmente internacional, con jugadores de 27 países diferentes.
Por tanto, es la liga de ajedrez más famosa del Reino Unido, es un ente independiente en forma de empresa limitada fuera del control de los órganos de gobierno del ajedrez de las naciones implicadas.
La 4NCL puede describirse como un torneo prestigioso por equipos, jugado anualmente, durante varios fines de semana (octubre a mayo), en varias sedes en el Sur y el Centro de Inglaterra. Sigue las bases de una liga, con cuatro divisiones y unos 600 jugadores. Como torneo, es comparable a la liga francesa y a la Bundesliga. 
No se ofrece ningún premio en metálic, pero los equipos punteros atraen a patrocinadores externos y esto ocasionalmente les permite contratar los servicios de la élite de Grandes Maestros, fundamentalmente para el final de temporada. Jugadores del calibre de Michael Adams, Nigel Short, Víktor Korchnói, Aleksandr Morozévich, Alekséi Shírov y Piotr Svidler han participado en los últimos años.